# Aeropuerto de Zaragoza
El aeropuerto de Zaragoza (IATA: ZAZ, OACI: LEZG) es un aeropuerto español público propiedad de Aena, situado a 10 km del centro de la ciudad de Zaragoza dirección suroeste. Está ubicado en el distrito de Garrapinillos, en el término municipal de Zaragoza. Es un aeropuerto de utilización conjunta civil-militar, compartiendo pistas y algunas instalaciones con la Base Aérea de Zaragoza.
Desde 2019, es el segundo aeropuerto con mayor carga área en España detrás del Aeropuerto Adolfo Suárez Madrid-Barajas.

## Historia
En julio de 2022 el aeropuerto registró 80 876 pasajeros.
Con motivo de la Exposición Internacional de Zaragoza 2008 se llevó a cabo una renovación total de este aeropuerto que consistió en la construcción del primer premio del Concurso internacional para la nueva terminal anexa a la antigua y varios aparcamientos. El edificio, obra de Vidal y Asociados arquitectos, se abrió al público en marzo de 2008. La terminal antigua está cerrada; se trata de un edificio de cierto valor que se ha conservado, esta en uso para AENA.
A comienzos de noviembre de 2009 se llevó a cabo la instalación de un sistema de aterrizaje instrumental (ILS en sus siglas en inglés) que permitió blindar al aeropuerto ante las cancelaciones por niebla.
También desde 2019, el aeropuerto de Zaragoza ocupa, tras el de Madrid, el segundor lugar entre los aeropuertos españoles por volumen de mercancía transportada. Entre 2005 y 2011 este tipo de tráfico se ha incrementó en un 962%.
En junio de 2016 el aeropuerto de Zaragoza puso en servicio el nuevo sistema de aterrizaje instrumental, ILS (Instrumental Landing System) categoría II/III, que permite operar en condiciones de baja visibilidad, prácticamente nula, a aeronaves certificadas para este tipo de operaciones.

## Infraestructuras

### Terminal de pasajeros
La terminal de pasajeros, abierta en marzo del 2008, cuenta con:
- 15 mostradores de facturación
- 6 puertas de embarque, sin “fingers”
- 3 hipódromos de recogida de equipajes
- 1 establecimiento de restauración
- 2 locales comerciales
- 11 posiciones remotas de estacionamiento de aeronaves comerciales

### Terminales de carga
El aeropuerto cuenta con varias terminales de carga de las compañías ACL Ground Services, Groundforce Cargo y TNT.

### Pistas
El aeropuerto dispone de dos pistas paralelas asfaltadas con umbral desplazado:
- 12L/30R: 3032 x 45 m
- 12R/30L: 3718 x 45 m

### Base aérea

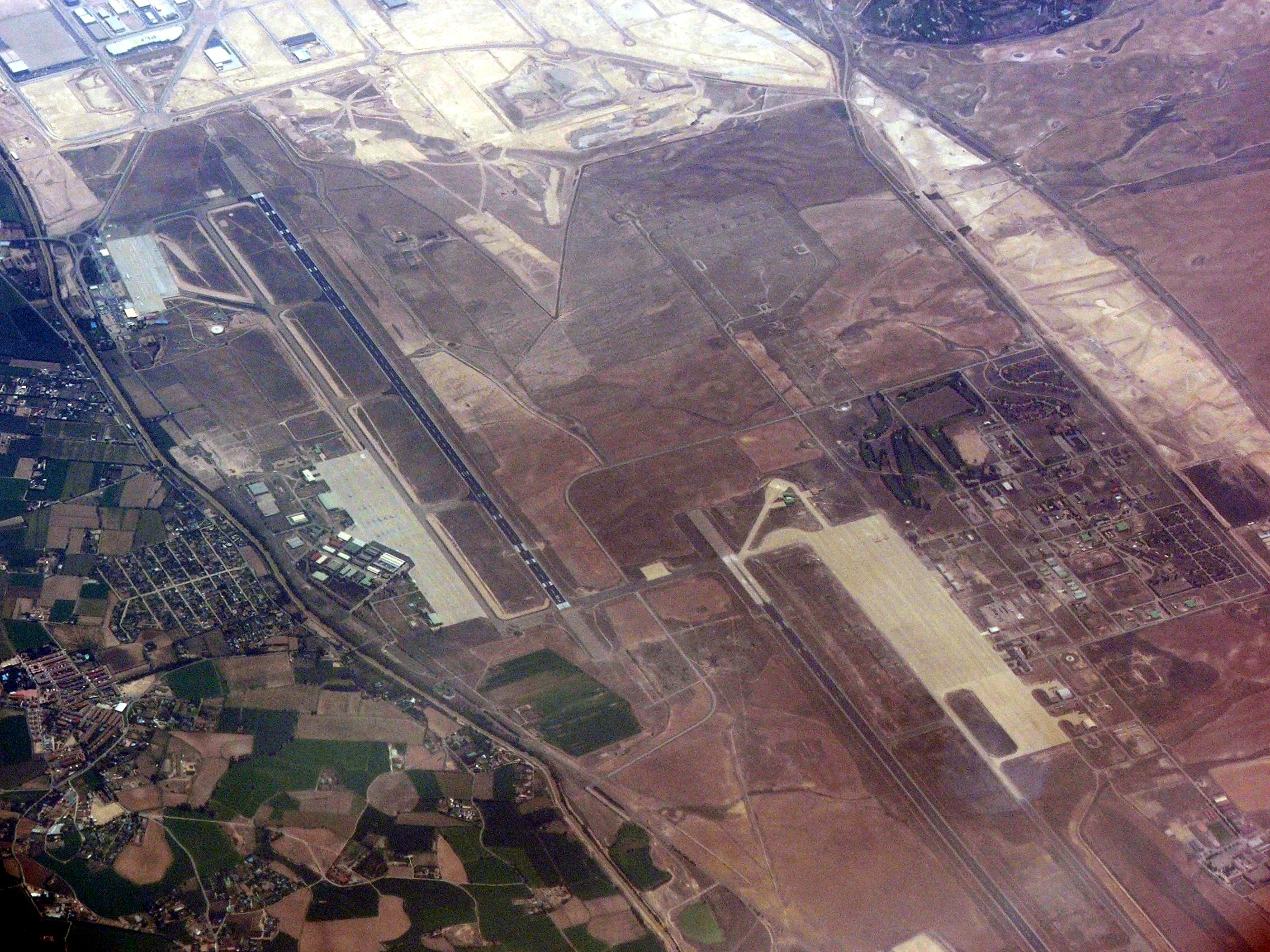
Instalaciones civiles y militares de aeropuerto. En la parte superior de la imagen instalaciones de PLA-ZA.

El aeropuerto internacional de Zaragoza también incluye la base militar aérea, llamada Valenzuela. La base, una de las más grandes de la OTAN[cita requerida], tiene una superficie de 23 km² y un perímetro de 36 km (Ejército del Aire) y en ella trabajan cerca de 2300 personas.
Este complejo es el resultado de la instalación durante décadas de una base aérea de los EE. UU. Fue utilizada por la Fuerza Aérea de los Estados Unidos (USAF) desde 1958 hasta 1994, siendo una de las 3 bases aéreas de la USAF en España durante la Guerra Fría, junto a la de Torrejón y a la de Morón, en virtud de los Pactos de Madrid de 1953, firmados entre España y Estados Unidos durante la dictadura del general Franco.
Estados Unidos todavía conserva algunos edificios que eran utilizados como residencia cuando se realizaban los lanzamientos de los transbordadores espaciales, ya que el aeropuerto de Zaragoza era una base en caso de que se tuviera que realizar un aterrizaje de emergencia.

## Aerolíneas y destinos
Leyenda: el punto rojo corresponde al Aeropuerto de Zaragoza, los verdes a los destinos regulares, los azules a los destinos estacionales y los naranjas a los destinos suspendidos temporalmente.

### Destinos nacionales
| Ciudad                     | Nombre del aeropuerto                            | Aerolíneas               | Aeronaves frecuentes |
| -------------------------- | ------------------------------------------------ | ------------------------ | -------------------- |
| Canarias                   |                                                  |                          |                      |
| Arrecife                   | Aeropuerto César Manrique-Lanzarote              | Vueling (estacional)     | A320                 |
| Las Palmas de Gran Canaria | Aeropuerto de Gran Canaria                       | Binter Canarias Vueling  | E195-E2 A320         |
| Santa Cruz de Tenerife     | Aeropuerto de Tenerife Norte-Ciudad de La Laguna | Binter Canarias Vueling  | E195-E2 A320         |
| Galicia                    |                                                  |                          |                      |
| Santiago de Compostela     | Aeropuerto de Santiago de Compostela             | Ryanair                  | B737                 |
| Baleares                   |                                                  |                          |                      |
| Ibiza                      | Aeropuerto de Ibiza                              | Air Nostrum (estacional) | CRJ-1000             |
| Mahón                      | Aeropuerto de Menorca                            | Volotea (estacional)     | A320                 |
| Palma de Mallorca          | Aeropuerto de Palma de Mallorca                  | Ryanair Vueling          | B737 A320            |

### Destinos internacionales
Leyenda: El punto rojo corresponde al Aeropuerto de Zaragoza, los verdes a los destinos regulares, los azules a los destinos estacionales, los naranjas a los destinos suspendidos temporalmente y los morados a nuevos destinos.
| Ciudad      | Nombre del aeropuerto                             | Aerolíneas                                      | Aeronaves frecuentes |
| África      | África                                            | África                                          | África               |
| ----------- | ------------------------------------------------- | ----------------------------------------------- | -------------------- |
| Marruecos   |                                                   |                                                 |                      |
| Marrakech   | Aeropuerto de Marrakech-Menara                    | Ryanair                                         | B737                 |
| Fez         | Aeropuerto de Fez                                 | Ryanair                                         | B737                 |
| Europa      |                                                   |                                                 |                      |
| Bélgica     |                                                   |                                                 |                      |
| Charleroi   | Aeropuerto de Bruselas-Charleroi                  | Ryanair                                         |                      |
| Francia     |                                                   |                                                 |                      |
| Beauvais    | Aeropuerto de Beauvais-Tillé                      | Ryanair (Operado por Malta Air)                 | B737                 |
| Italia      |                                                   |                                                 |                      |
| Milán       | Aeropuerto de Bérgamo-Orio al Serio               | Ryanair (Operado por Malta Air)                 | B737                 |
| Bolonia     | Aeropuerto de Bolonia                             | Ryanair (Operado por Malta Air)                 | B737                 |
| Venecia     | Aeropuerto Internacional Marco Polo               | Volotea (estacional)                            | A320, B737           |
| Treviso     | Aeropuerto de Sant'Angelo Treviso                 | Ryanair                                         | B737                 |
| Reino Unido |                                                   |                                                 |                      |
| Londres     | Aeropuerto de Londres-Stansted                    | Ryanair (Parcialmente operado por Lauda Europe) | B737 A320            |
| Rumanía     |                                                   |                                                 |                      |
| Bucarest    | Aeropuerto Internacional de Bucarest-Henri Coandă | Wizz Air                                        | A320                 |
| Cluj-Napoca | Aeropuerto Internacional de Cluj-Avram Iancu      | Wizz Air                                        | A320                 |

### Carga
| Ciudades por país | Nombre del aeropuerto                           | Aerolíneas                                 |
| ----------------- | ----------------------------------------------- | ------------------------------------------ |
| Arabia Saudita    |                                                 |                                            |
| Jeddah            | Aeropuerto Internacional Rey Abdulaziz          | Egyptair                                   |
| Catar             |                                                 |                                            |
| Doha              | Aeropuerto Internacional Hamad                  | Qatar Airways Cargo                        |
| China             |                                                 |                                            |
| Shanghái          | Aeropuerto Internacional de Shanghái-Pudong     | China Cargo Airlines                       |
| Zhengzhou         | Aeropuerto Internacional de Zhengzhou Xinzheng  | Atlas Air                                  |
| Ecuador           |                                                 |                                            |
| Quito             | Aeropuerto Internacional Mariscal Sucre         | Qatar Airways Cargo                        |
| Egipto            |                                                 |                                            |
| El Cairo          | Aeropuerto Internacional de El Cairo            | Egyptair                                   |
| EAU               |                                                 |                                            |
| Dubái             | Aeropuerto Internacional de Dubái               | Emirates                                   |
| Estados Unidos    |                                                 |                                            |
| Chicago           | Aeropuerto Internacional O'Hare                 | Qatar Airways Cargo                        |
| Houston           | Aeropuerto Intercontinental George Bush         | Qatar Airways Cargo                        |
| Los Ángeles       | Aeropuerto Internacional de Los Ángeles         | Qatar Airways Cargo                        |
| Miami             | Aeropuerto Internacional de Miami               | Ethiopian Airlines                         |
| Nueva York        | Aeropuerto Internacional John F. Kennedy        | Qatar Airways Cargo                        |
| Luxemburgo        |                                                 |                                            |
| Luxemburgo        | Aeropuerto de Luxemburgo                        | Qatar Airways Cargo                        |
| México            |                                                 |                                            |
| Ciudad de México  | Aeropuerto Internacional de la Ciudad de México | Atlas Air / Emirates / Qatar Airways Cargo |

## Tráfico

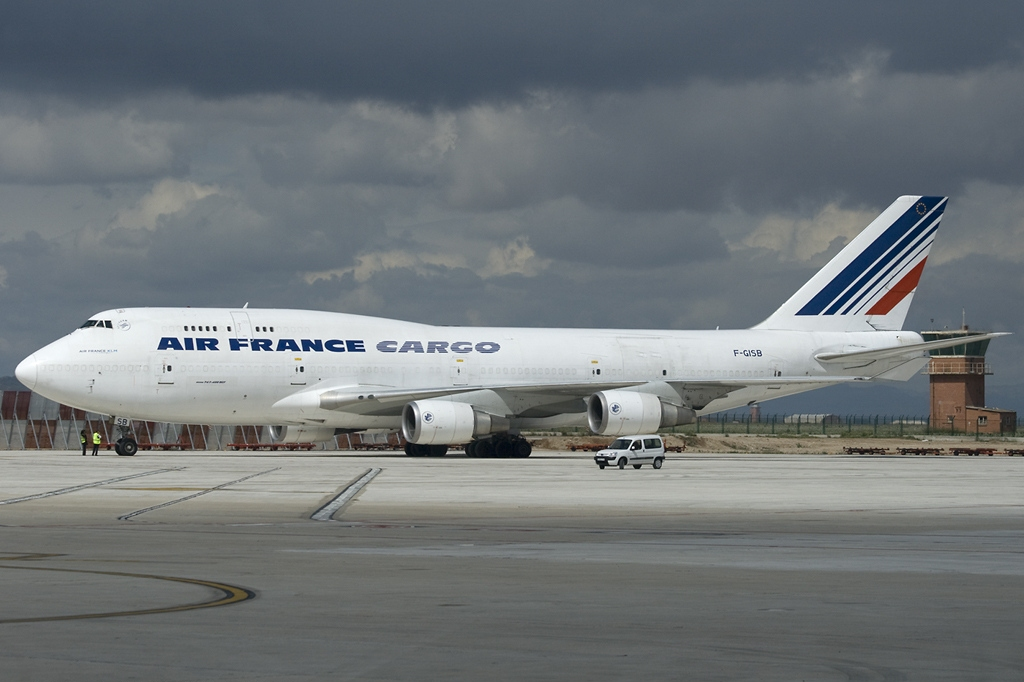
Boeing 747 de carga de Air France.

En el año 2017, el aeropuerto tuvo un tráfico de 438 035 pasajeros, suponiendo un incremento del 4,4 % respecto al año anterior, 7965 operaciones suponiendo un ascenso del 9,6 % con respecto a 2016 y un volumen de carga de 142 185 207 kg de carga, un 29,1%  más que en 2016, lo que lo situó como el tercer aeropuerto de España por volumen de carga. Un 50% de dicha cantidad fueron productos textiles.
Cabe señalar que en 2008 se celebró en Zaragoza la Exposición Internacional dedicada al agua lo que sin duda favoreció en incremento en el número de viajeros y que el crecimiento y consolidación de PLAZA (Plataforma Logística de Zaragoza, Aragón) está conllevando un fuerte incremento en las toneladas de carga que ya han situado a Zaragoza como el segundo aeropuerto de España en cuanto a la carga se refiere.

## Reforma del aeropuerto

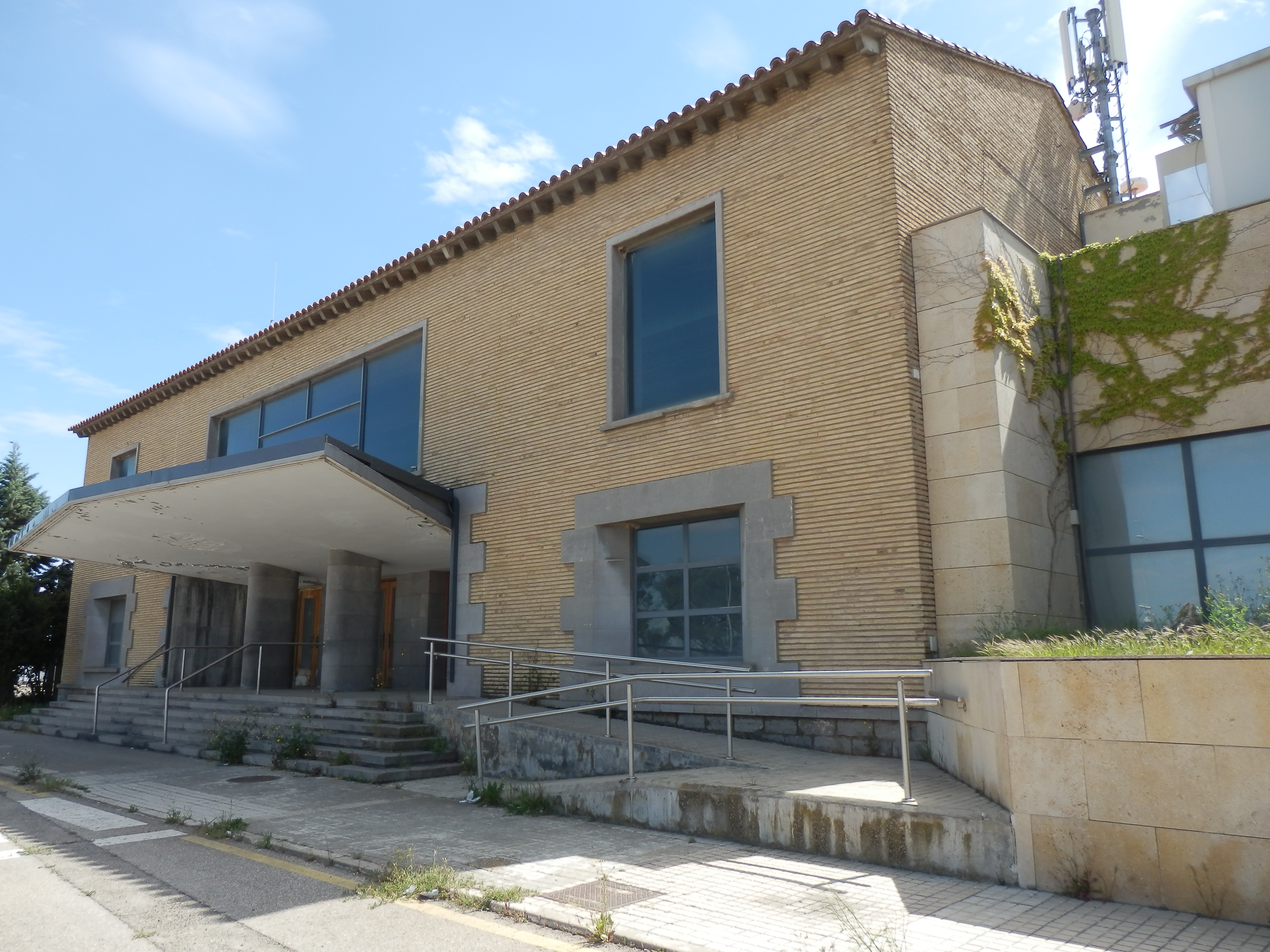
Antiguo edificio del Aeropuerto de Zaragoza.

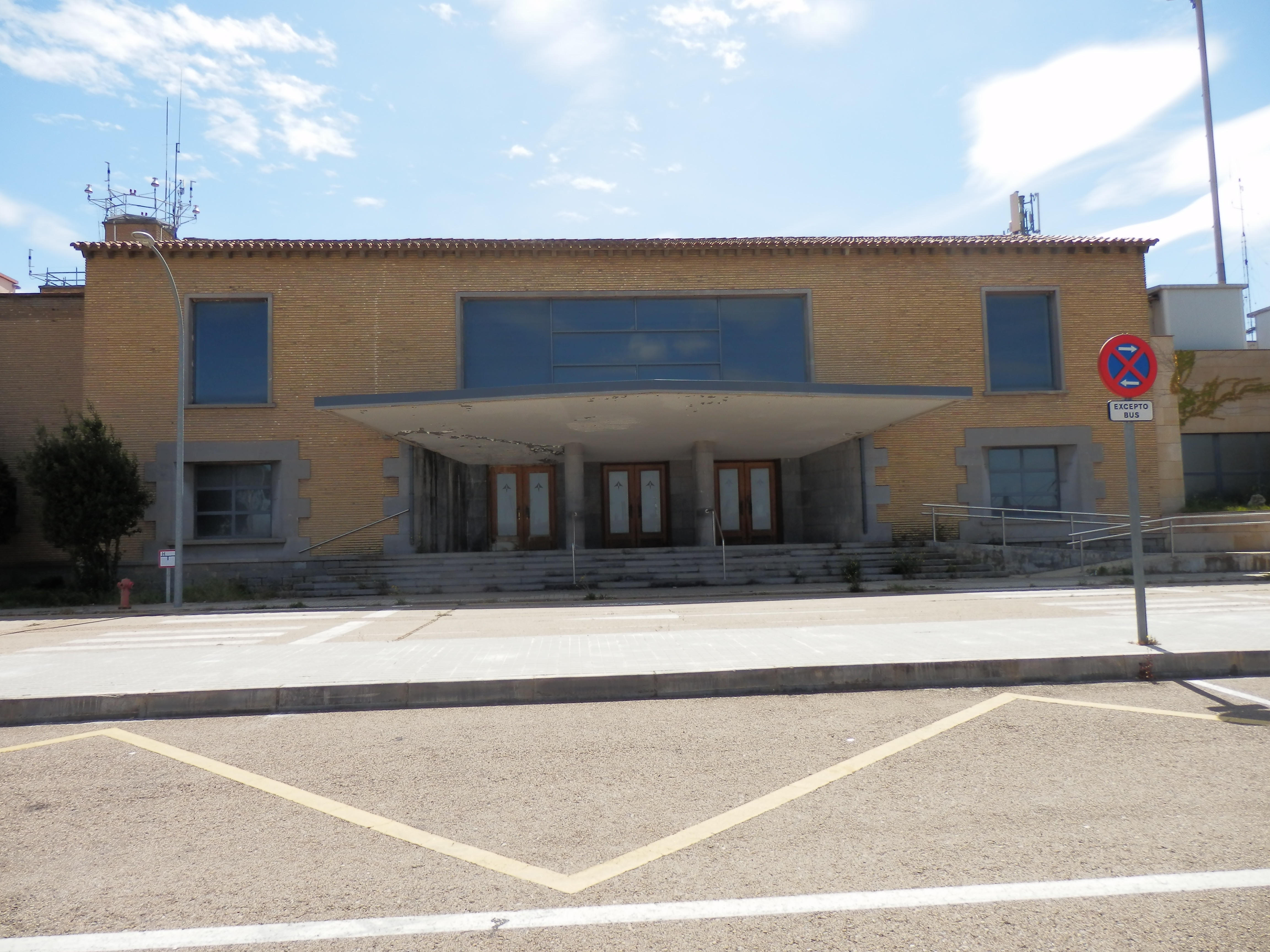
Antiguo edificio del Aeropuerto de Zaragoza.

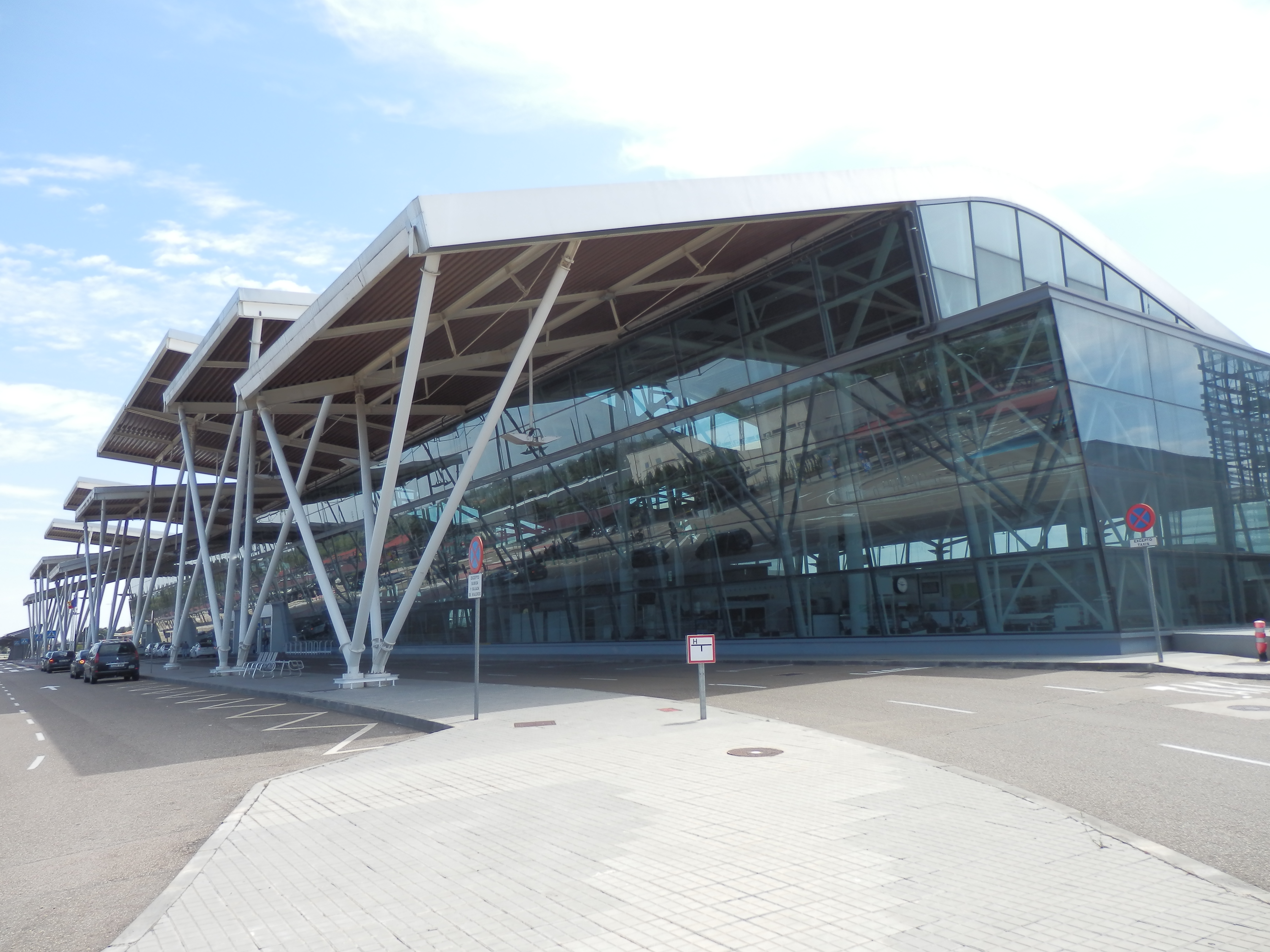
Aeropuerto de Zaragoza en 2018.

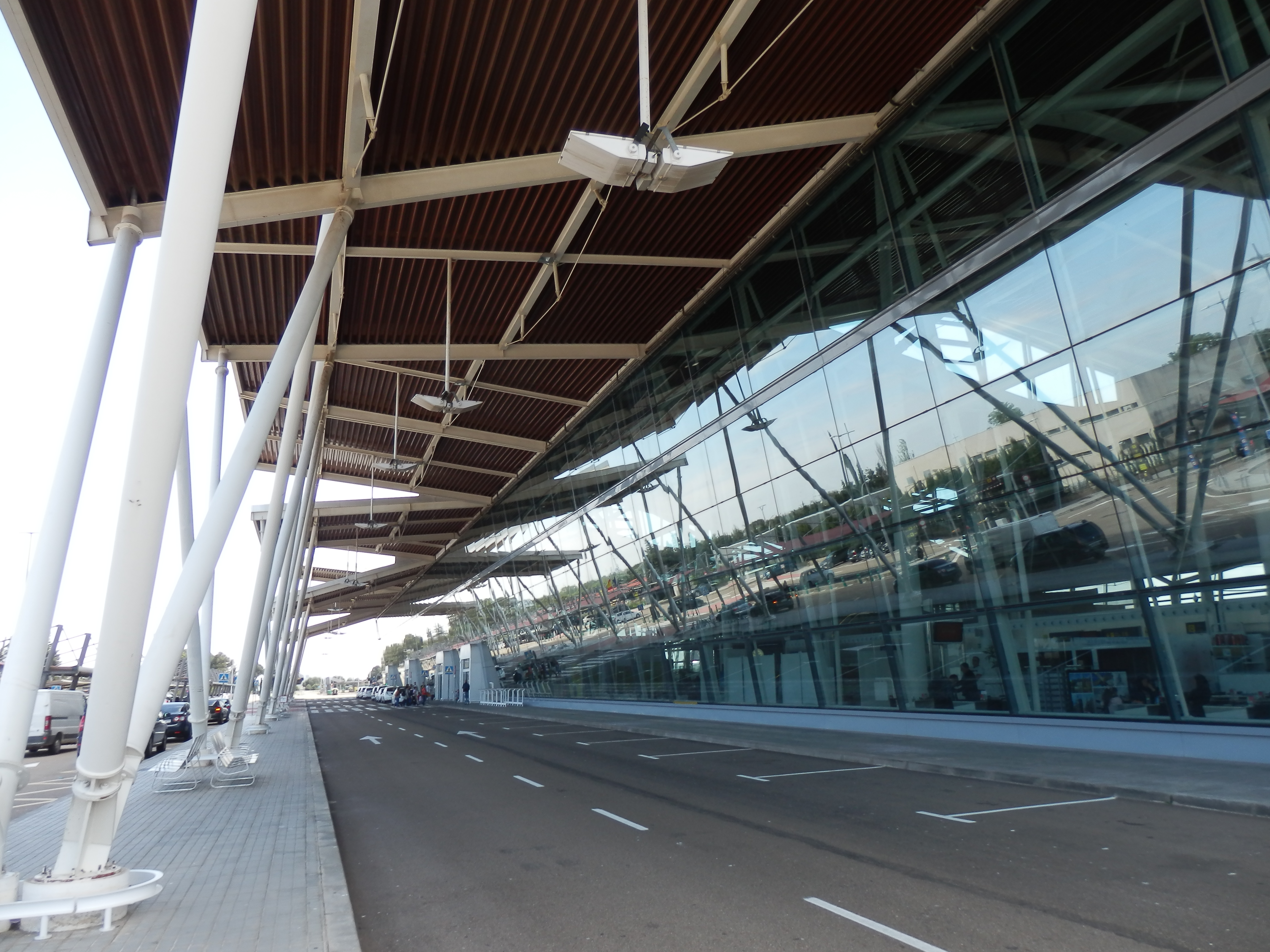
Aeropuerto de Zaragoza en 2018.

El edificio del Aeropuerto Civil de Zaragoza fue proyectado en 1939 por José de Yarza García y finalizado en 1940. Planteó una solución de tipo tradicionalista en su fachada principal, empleando el denominado ladrillo del país a junta corrida en la fachada sobre zócalos chapados en piedra de Calatorao. Para los ambientes interiores, los describe como «Ambiente aragonés» e incluyen un artesonado de vigas de madera, así como una entrada con arcos de ladrillo y pavimentos también de piedra de Calatorao. Se modificó con sucesivas ampliaciones, aunque se mantienen los elementos fundamentales.
La reforma del aeropuerto para adecuarlo al mayor flujo de pasajero esperado en la Exposición Internacional de Zaragoza 2008 comenzó la segunda semana de mayo de 2006 y se prolongó hasta marzo de 2008 (pese a que se esperaba su apertura para el 20 de enero de 2008).
La nueva terminal tiene más del triple de espacio para los viajeros que la anterior, pasando de los 4300 metros cuadrados de la antigua a los 16 250 metros de la actual, repartidos en dos plantas y un sótano de 7000 metros dedicado a almacenes y vestuarios en un edificio de vidrio. Las obras de la terminal, a cargo de Dragados, han costado 22,7 millones de euros.
Con seis puertas de embarque y 12 puestos de facturación, el edificio puede recibir hasta un millón de viajeros al año. Para lograr esta cifra, casi tres veces más que los 381 849 de 2005, el aeropuerto está buscando el respaldo de compañías de bajo coste. Esta capacidad podría incrementarse realizando ligeras reformas.

### Plazas de aparcamiento
La urbanización se remodelará para permitir la circulación fluida y el aparcamiento de unos 1300 vehículos distribuidos de la siguiente manera:
- 1030 para coches
- 100 para empleados
- 8 para autobuses
- 130 para vehículos de alquiler
- 28 estacionamientos de parada rápida
- 60 plazas en fila de taxis.

## Acceso y transporte terrestre

Un servicio de bus conecta con la Estación de Zaragoza-Delicias

### En autobús
La terminal está conectada directamente con la ciudad mediante la línea 505del CTAZ, un bus lanzadera con horarios sincronizados con los vuelos. Tiene parada en el centro de la ciudad y en la estación de tren de alta velocidad, cercanías y media distancia Zaragoza-Delicias, la más importante de la ciudad, tanto a la ida del recorrido como a la vuelta. La línea 501 conecta el aeropuerto con el Intercambiador Carlos V, en el sur de la ciudad. Asimismo, esta línea pasa por el centro logístico PLAZA, situado en las inmediaciones del aeropuerto. 
En un futuro y debido a una reorganización de algunas líneas, las líneas 604, 700 y N64 podrían pasar también por la terminal para complementar la oferta del líneas metropolitanas desde el aeropuerto.

### En coche
La carretera nacional  N-125  conecta el aeropuerto con la ciudad de Zaragoza, la autovía del Nordeste (A-2) y la autovía de circunvalación Z-40 (Cuarto Cinturón de Zaragoza).
El aeropuerto cuenta con dos aparcamientos: el P1, situado junto a la terminal de pasajeros con 817 plazas, y el P2, ubicado junto a las terminales cargueras, con 229 plazas.
Además, cuenta con servicios de alquiler de coches de las compañías Hertz y OK Rent a Car.

### En taxi
La parada de taxis se encuentra junto a la puerta de llegadas del terminal de pasajeros. Desde ahí puedes llegar al centro de Zaragoza por unos 20€ en tarifa laborable y unos 25€ en tarifa nocturna o festiva.